# Canadese ijshockeyploeg (mannen)
De Canadese ijshockeyploeg is een team van ijshockeyers dat Canada vertegenwoordigt bij internationale wedstrijden. De ploeg maakt deel uit van de nationale ijshockeybond Hockey Canada en wordt ook wel Team Canada genoemd. Team Canada wordt beschouwd als een van de 'Big Six', naast de Verenigde Staten, Rusland, Zweden, Finland en Tsjechië.
Canada won het wereldkampioenschap ijshockey in 1920, 1924, 1928, 1930, 1931, 1932, 1934, 1935, 1937, 1938, 1939, 1948, 1950, 1951, 1952, 1955, 1958, 1959, 1961, 1994, 1997, 2003, 2004, 2007, 2015, 2016 en 2021.
Daarnaast won het olympisch goud in 1920, 1924, 1928, 1938, 1948, 1952, 2002, 2010 en 2014. De olympische titel in 2010 was de eerste in dertig jaar gewonnen door het thuisteam. Canada versloeg 28 februari 2010 de Verenigde Staten in de finale met 3-2 door een sudden death-doelpunt van Sidney Crosby in de verlenging.
1920:  Canada · 
1924:  Canada · 
1928:  Canada · 
1932:  Canada · 
1936:  Groot-Brittannië · 
1948:  Canada · 
1952:  Canada · 
1956:  Sovjet-Unie · 
1960:  Verenigde Staten · 
1964:  Sovjet-Unie · 
1968:  Sovjet-Unie · 
1972:  Sovjet-Unie · 
1976:  Sovjet-Unie · 
1980:  Verenigde Staten · 
1984:  Sovjet-Unie · 
1988:  Sovjet-Unie · 
1992:  GOS · 
1994:  Zweden · 
1998:  Tsjechië · 
2002:  Canada · 
2006:  Zweden · 
2010:  Canada · 
2014:  Canada · 
2018:  Olympische atleten uit Rusland · 
2022:  Finland
1920:  Canada · 
1924:  Canada · 
1928:  Canada · 
1930:  Canada · 
1931:  Canada · 
1932:  Canada · 
1933:  Verenigde Staten · 
1934:  Canada · 
1935:  Canada · 
1936:  Groot-Brittannië · 
1937:  Canada · 
1938:  Canada · 
1939:  Canada · 
1947:  Tsjecho-Slowakije · 
1948:  Canada · 
1949:  Tsjecho-Slowakije · 
1950:  Canada · 
1951:  Canada · 
1952:  Canada · 
1953:  Canada · 
1954:  Sovjet-Unie · 
1955:  Canada · 
1956:  Sovjet-Unie · 
1957:  Zweden · 
1958:  Canada · 
1959:  Canada · 
1960:  Verenigde Staten · 
1961:  Canada · 
1962:  Zweden · 
1963:  Sovjet-Unie · 
1964:  Sovjet-Unie · 
1965:  Sovjet-Unie · 
1966:  Sovjet-Unie · 
1967:  Sovjet-Unie · 
1968:  Sovjet-Unie · 
1969:  Sovjet-Unie · 
1970:  Sovjet-Unie · 
1971:  Sovjet-Unie · 
1972:  Tsjecho-Slowakije · 
1973:  Sovjet-Unie · 
1974:  Sovjet-Unie · 
1975:  Sovjet-Unie · 
1976:  Tsjecho-Slowakije · 
1977:  Tsjecho-Slowakije · 
1978:  Sovjet-Unie · 
1979:  Sovjet-Unie · 
1981:  Sovjet-Unie · 
1982:  Sovjet-Unie · 
1983:  Sovjet-Unie · 
1985:  Tsjecho-Slowakije · 
1986:  Sovjet-Unie · 
1987:  Zweden · 
1989:  Sovjet-Unie · 
1990:  Sovjet-Unie · 
1991:  Zweden · 
1992:  Zweden · 
1993:  Rusland · 
1994:  Canada · 
1995:  Finland · 
1996:  Tsjechië · 
1997:  Canada · 
1998:  Zweden · 
1999:  Tsjechië · 
2000:  Tsjechië · 
2001:  Tsjechië · 
2002:  Slowakije · 
2003:  Canada · 
2004:  Canada · 
2005:  Tsjechië · 
2006:  Zweden · 
2007:  Canada · 
2008:  Rusland · 
2009:  Rusland · 
2010:  Tsjechië · 
2011:  Finland · 
2012:  Rusland · 
2013:  Zweden · 
2014:  Rusland · 
2015:  Canada · 
2016:  Canada · 
2017:  Zweden ·
2018:  Zweden ·
2019:  Finland · 
2021:  Canada · 
2022:  Finland · 
2023:  Canada